# Wroniec (powieść)
Wroniec – powieść autorstwa Jacka Dukaja z ilustracjami Jakuba Jabłońskiego wydana w listopadzie 2009 roku nakładem Wydawnictwa Literackiego. Twórca opisuje w niej historię młodego chłopca w czasie stanu wojennego, autor w wywiadzie określił książkę jako rodzaj czarnej fantasmagorii narodowej w formule bajki dla dzieci. Całość została zilustrowana przez Jakuba Jabłońskiego.
Książka otrzymała Nagrodę Specjalną w Nagrodzie Literackiej im. Jerzego Żuławskiego. Oprócz tego znalazła się w finale Literackiej Nagrody Europy Środkowej Angelus w roku 2010 i otrzymała tytuł Książki Jesieni 2009 PPNW. Była też nominowana do Nagrody Zajdla oraz w Konkursie im. H. Skrobiszewskiej.
Na podstawie powieści stworzono grę edukacyjną o stanie wojennym, a Kazik Staszewski stworzył do niej piosenki: Piosenkę członka i Piosenkę milipantów.